# Triméthylborane
Le triméthylborane est un composé chimique de formule B(CH3)3. Il se présente sous la forme d'un gaz incolore pyrophorique qui réagit violemment avec l'eau. Il se décompose à l'air libre sous l'effet de la chaleur en libérant du dioxyde de carbone CO2, du monoxyde de carbone CO, du borane BH3 et des oxydes de bore.

## Histoire et préparation
Le triméthylborane a été décrit pour la première fois en 1862 par Edward Frankland, qui mentionna également son adduit NH3:B(CH3)3 avec l'ammoniac NH3. En raison de sa nature dangereuse, il n'a plus été considéré jusqu'en 1921, lorsque Alfred Stock et Friedrich Zeidler étudièrent la réaction entre le trichlorure de bore BCl3 et le diméthylzinc Zn(CH3)2. On peut l'obtenir à l'aide de réactifs de Grignard méthylés, mais il est alors contaminé par des impuretés issues du solvant. Il peut être obtenu en petites quantités avec un rendement de 98 % en faisant réagir du triméthylaluminium Al(CH3)3 dans le l'hexane avec du tribromure de bore BBr3 dans l'éther diéthylique. Il est également possible d'obtenir du triméthylborane en faisant réagir du borate de tributyle BBu3 avec du chlorure de triméthylaluminium ou du tétrafluoroborate de potassium KBF4 avec du triméthylaluminium Al2(CH3)6. Une autre méthode fait intervenir du trifluorure de bore BF3 dans l'éther avec de l'iodure de méthylmagnésium CH3MgI.

## Réactions
Le triméthylborane s'enflammme spontanément dans l'air lorsque sa concentration est suffisante. Il brûle avec une flamme verte produisant de la suie. Si la combustion est plus lente dans un solvant ou en phase gazeuse, il peut produire du diméthyltrioxadiboralane, qui contient un cycle de deux atomes de bore et trois atomes d'oxygène. La réaction produit cependant essentiellement du diméthylborylméthylperoxyde, qui se décompose rapidement en diméthoxyméthylborane.
Le triméthylborane est un acide de Lewis fort. Il peut former un adduit NH3:B(CH3)3 avec l'ammoniac NH3 ainsi qu'avec d'autres bases de Lewis. Il réagit avec l'eau et le chlore à température ambiante. Il réagit également avec les graisses mais pas avec le polytétrafluoroéthylène (Téflon) ni le verre. Il réagit avec le diborane BH3.BH3 pour se dismuter en monométhyldiborane BH3.BH2CH3 et diméthyldiborane BH3.BH(CH3)2.
Il réagit à l'état gazeux avec la triméthylphosphine P(CH3)3 pour former un sel de Lewis solide avec une enthalpie de formation de 172 kJ/mol. Cet adduit a une enthalpie de vaporisation de −103 kJ/mol. Il n'y a pas de réaction avec la triméthylarsine As(CH3)3 ou la triméthylstibine (en) Sb(CH3)3.

## Applications
Le triméthylborane a été utilisé pour le comptage des neutrons ; dans cet usage, il doit être utilisé très pur. Il a également été utilisé en dépôt chimique en phase vapeur (CVD) basse température de couches minces contenant du bore.